# Vier op 'n rij

Spelmateriaal

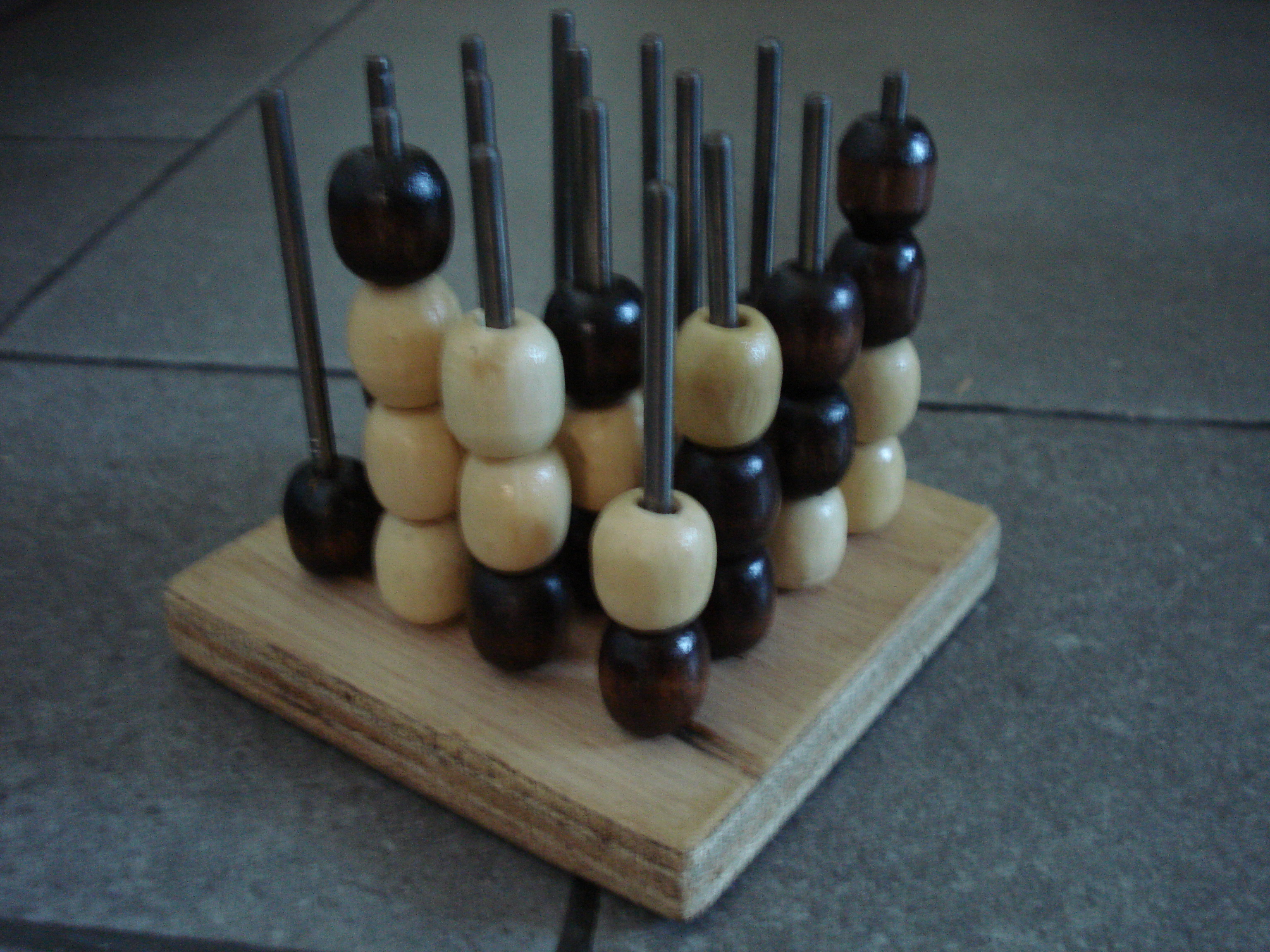
3D-variant.
Bruin heeft Vier op 'n rij van links onder naar rechts boven

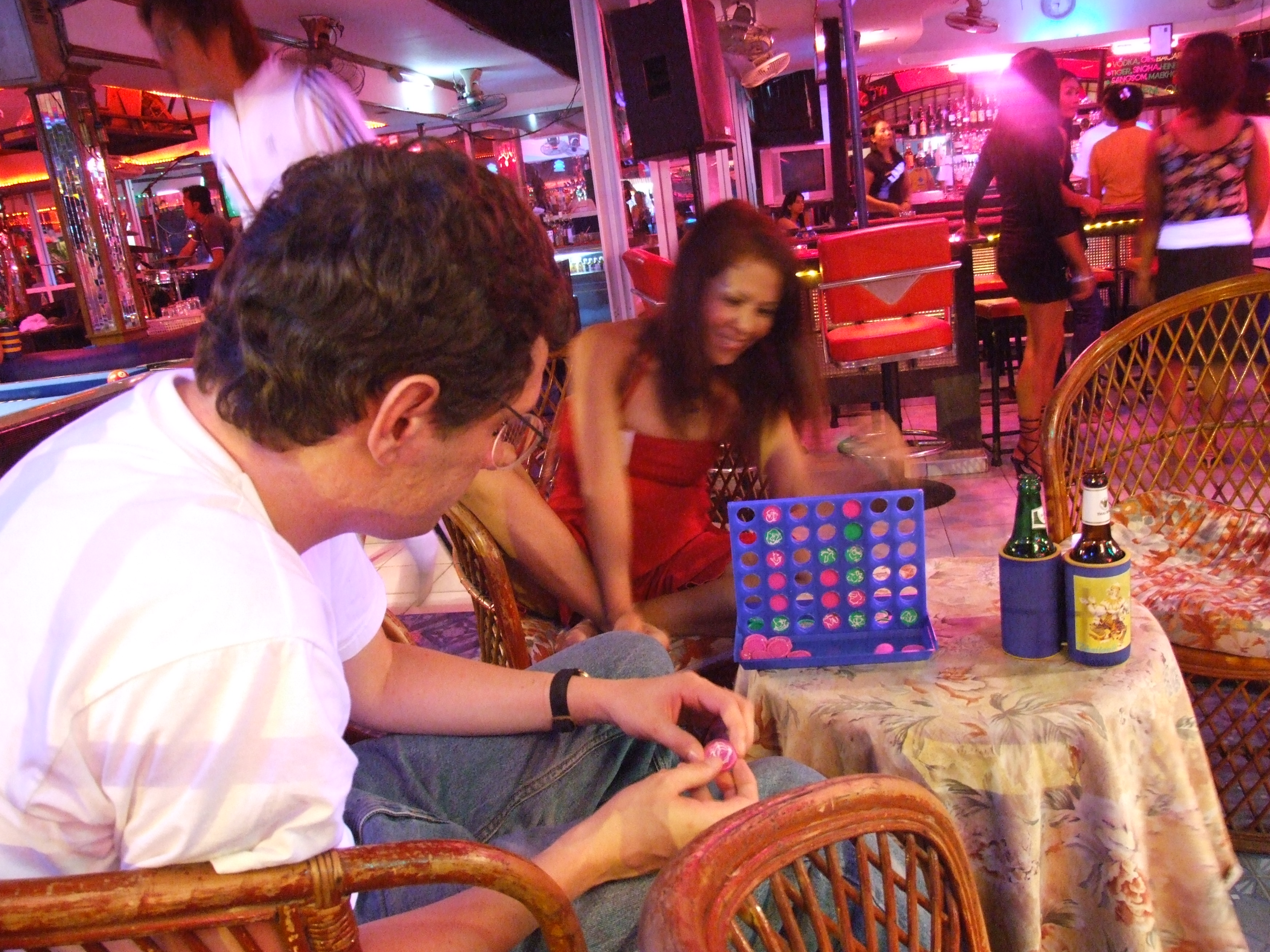
Spelers in een bar in de badplaats Pattaya, Thailand

Vier op 'n rij (in het Engels Connect Four) is een spel voor twee spelers met als doel als eerste speler een aaneengesloten rij van vier schijven te vormen. Het spel werd voor het eerst uitgegeven in 1974 door spelfabrikant Milton Bradley, tegenwoordig een onderdeel van spelfabrikant Hasbro. Voor die tijd was het spel al bekend als The Captain's Mistress.

## Spelregels
Het spel wordt gespeeld op een verticaal geplaatst bord bestaand uit 7 kolommen en 6 rijen. Iedere speler beschikt over 21 schijven met zijn eigen kleur, meestal geel en rood. De spelers laten om de beurt een schijf in een van de nog niet volle kolommen vallen. De schijf bezet altijd het laagst beschikbare vak in een kolom. Een speler wint door met vier of meer van zijn schijven een aaneengesloten rij te vormen. De speler roept hierbij luid en duidelijk "Vier op een rij!" Een rij kan zowel verticaal, horizontaal als diagonaal worden gevormd en beëindigt het spel. Het spel eindigt in een gelijkspel als geen van de twee spelers erin slaagt een aaneengesloten rij te vormen voordat het bord volledig door schijven is gevuld.
Dit spel kan ook op de computer, smartphone of tablet worden gespeeld. Hierbij spelen twee spelers tegen elkaar of één speler tegen de computer. Het spel wordt dan gespeeld op een virtueel bord. In plaats van dat je schijven in het bord laat vallen, selecteer je steeds eerst de kolom en dan "valt" hier automatisch een "schijf" van jouw kleur in, waarbij ook hier geldt dat de "schijf" alleen het laagst beschikbare vak in de kolom kan bezetten. Een rij van vier "schijven" van dezelfde kleur wordt gemarkeerd en dan wordt ook meteen gemeld wie er heeft gewonnen.

## 3D-variant
Onder de naam Vier op 'n rij: de uitdaging is een 3D-variant van het spel verschenen. Het verticale bord is vervangen door een horizontale plaat die is onderverdeeld in 16 vakken. Het midden van elk vak bevat een spindel, waaraan maximaal vier schijven kunnen worden geschoven. De schijven, met een opening in het midden, kunnen om de spindel worden geschoven.
De spelregels zijn gelijk aan het originele spel maar nu kunnen rijen niet meer alleen in de hoogte en breedte gevormd worden, maar ook in de lengte.

## Trivia
- Het spel was onderdeel van De Willem Ruis Lotto Show. Daarin werd gebruikgemaakt van een reusachtig bord van waarachter de kandidaten de schijven in de kolommen konden werpen. Dergelijke grote borden zijn ook vaak in speeltuinen en op evenementen te vinden. Ze zijn zeer geschikt voor kleine kinderen, aangezien ze de grote fiches niet kunnen inslikken en daarom zijn ze ook vaak op kinderspeelplaatsen te vinden.
- In 1994 kroonde Dhr. Tim Van de Laer zich als Belgisch kampioen nadat hij ook de Limburgse voorrondes had gewonnen te Sint-Truiden.
- In 2016 werd het Belgisch kampioenschap Vier op 'n rij gewonnen door One Legend Ike in de Viking in Oostduinkerke. Er waren 10 deelnemers maar hij overwon hen allemaal.